# 尖形粘体虫
尖形粘体虫（学名：Myxosoma acuta）为粘体科粘体虫属的动物。分布于日本、俄罗斯以及辽宁、江苏、山东、云南、浙江、江西、黑龙江等，营寄生生活，寄生在鳃（鲫、白鲫、马口鱼）、肠（鲫、乌鳢）、肝（鲫、乌鳢）、膀胱（鲫、马口鱼）、鳍、眼、胸腔、腹腔、胆囊（云南光唇鱼）。